# Ирста
И́рста — река в России, протекает по территории Суоярвского района Карелии.
Вытекает из озера Ирутъярви, далее протекает через озеро Кивиярви (с притоком из озера Гугатъярви), пересекает железную дорогу Суоярви — Костомукша, через озеро Костомукса, на левом берегу которого находится одноимённый посёлок, после чего пересекает шоссе 86К-14 («Суоярви — Юстозеро — (через Поросозеро) — Медвежьегорск»).
Далее протекает через озёра Нурмиозеро (левый приток — Тетрозерко, несущий воды Кабозера и Тетрозера), Шолтинъярви (правый приток — Куйма), Унусозеро (правый приток — Хейняоя, левый приток — Мундоя), Курналампи (правый приток — Вихтимйоки, несущий воды из озера Вихтимъярви). В 1 км от устья принимает левый приток — Вейсою.
Устье реки находится в озере Саариярви, через которое протекает река Тарасйоки. Длина реки — 42 км, площадь водосборного бассейна — 621 км².

## Данные водного реестра
По данным государственного водного реестра России относится к Балтийскому бассейновому округу, водохозяйственный участок реки — Шуя, речной подбассейн реки — Свирь (включая реки бассейна Онежского озера). Относится к речному бассейну реки Нева (включая бассейны рек Онежского и Ладожского озера).
Код объекта в государственном водном реестре — 01040100112102000014288.

## Фотографии
|  |  |